# Цзяньчжоуские чжурчжэни
Цзяньчжоуские чжурчжэни (кит. трад. 建州女真) — одна из трех основных групп чжурчжэней, определённых династией Мин. Хотя географическое положение чжурчжэней Цзяньчжоу менялось на протяжении истории, в XIV веке они располагались к югу от диких чжурчжэней и чжурчжэней Хайси и населяли современные провинции Ляонин и Цзилинь в Китае. Известно, что чжурчжэни Цзяньчжоу обладали обильными запасами природных ресурсов. Они также обладали промышленными секретами, в частности, при обработке женьшеня.и окрашивание ткани. Они были могущественны из-за своей близости к торговым городам династии Мин, таким как Фушунь, Кайюань и Телин в Ляодуне, а также к лагерю Манподжин недалеко от Кореи.

## Происхождение
По словам Памелы Кроссли, историка, специализирующегося на истории маньчжуров, происхождение названия Цзяньчжоу оспаривается. Сюй Чжунша считал, что оно происходит из области Пархэ, из рек Сунгари и Хуньхэ. Японские ученые не согласны с этим и заявляют, что название было создано от мигрирующих чжурчжэней недалеко от нынешней границы с Кореей.
После падения династии Юань в 1368 году группы сторонников Юаня отступили на северо-восток. В 1375 году бывший юаньский чиновник Нагачу, проживающий в провинции Ляоян, вторгся в Ляодун в надежде восстановить династию Юань. После того, как он потерпел поражение в 1387 году, Мин начал реорганизацию чжурчжэней в Ляодун, чтобы защитить пограничный регион Мин от дальнейших вторжений. Различные группы чжурчжэней мигрировали на юг, и три племени поселились вокруг реки Туманган недалеко от современной границы Китая, России и Северной Кореи.
Чжурчжэни Цзяньчжоу частично происходят от хулигаев, которые были классифицированы династией Ляо как отдельная этническая группа от чжурчжэней, основавших династию Цзинь, и были классифицированы как отдельные от чжурчжэней во времена династии Юань. Их дом находился в низовьях реки Сунгари и Муданьцзян. Хулигаи позже двинулись на запад и стали основным компонентом чжурчжэней Цзяньчжоу во главе с Ментэму во время династии Мин, а чжурчжэни Цзяньчжоу позже стали маньчжурами. Чжурчжэни во времена династии Мин жили в Цзилине. Согласно записям официальных лиц династии Мин, чжурчжэни Цзяньчжоу произошли от народа мохэ, основавшего королевство Балхэ.
Чжурчжэньские племена таовэнь, хулигай и водолиан жили в районе Хэйлунцзян в Илане во времена династии Юань, когда он был частью провинции Ляоян и управлялся как округ. Эти племена стали цзяньчжоускими чжурчжэнями при династии Мин. В династии Цзинь чжурчжэни Цзинь не считали себя теми же племенами, что и народ хурка, ставший хулигаями. Урианка использовалось как имя в 1300-х годах чжурчжэньскими мигрантами в Корее из Илантумена, потому что Урианка оказала влияние на людей в Илантумене. Bokujiang, Tuowulian, Woduolian, Huligai, Taowan по отдельности составляли 30 000 домашних хозяйств и были подразделениями, используемыми династией Юань для управления людьми вдоль реки Усули и в районе Сунгари.
В 1388 году первый минский император Хунъу установил контакт с тремя племенами Илан Тумен в современном уезде Илань недалеко от слияния рек Муданьцзян и Сунгари. Одори, хулигаи (хурха или хурка) и туовэнь чжурчжэни были зачислены в качестве союзников против монголов. Чжурчжэни начали принимать титулы династии Мин. Ахаку, вождь хулигаев, стал командиром гвардии Цзяньчжоу в 1403 году, названной в честь политического подразделения династии Юань в этом районе. Мэнгэ-тэмур (猛哥帖木儿) из Одоли стал лидером Левой гвардии Цзяньчжоу и принял китайскую фамилию Тонг вскоре после этого. Двое охранников Цзяньчжоу торговали с Мин на специально отведенном рынке Кайюань и Фушунь. Они предприняли несколько краткосрочных перемещений на запад, сражаясь с дикими чжурчжэнями на севере и корейцами на юге. Набеги чжурчжэней на территорию Кореи привели к совместным корейско-минским контратакам в 1467 и 1478 годах, которые сильно ослабили чжурчжэней Цзяньчжоу.
Чжурчжэни Цзяньчжоу переняли сельское хозяйство во времена династии Мин, когда они приобрели знания об оплодотворении, тягловых животных и железных плугах, когда они двинулись на юг, ближе к азиатским сельскохозяйственным цивилизациям. Знания в области выплавки и добычи железа были приобретены чжурчжэнями с 1599 года после того, как они купили железные лемеха у китайцев и научились превращать железо в оружие у корейцев.

## Создание конфедерации
К середине XVI века охранная структура Мин в основном исчезла, и чжурчжэни были разделены на две конфедерации: чжурчжэни Хайси и чжурчжэни Цзяньчжоу. Союзники Цзяньчжоу продолжали жить к северу от реки Ялу в пяти племенах: суксуху, хунэхэ, вангия, дунго и джецен. Под руководством Ван Гао конфедерация совершила набег на границу Мин и даже убила командующего Мин в Фушуне в 1473 году. Крупная контратака китайцев закончилась смертью Ван Гао и роспуском конфедерации.
В 1582 году конфедерацию Цзяньчжоу встретили военные Мин, которые начали кампанию, направленную на стабилизацию распадающейся конфедерации. Вождь Никан Вайлан объединился с минским генералом Ли Чэнляном против сына Ван Гао Атая. Гиочанги, вождь Бейлес Шестерок, изначально находился под командованием Ли, так как его внук, молодой Нурхаци, был его заложником. Но позже Гиочанги решил выступить против Никана Вайлана и взял своего четвёртого сына Такши, чтобы поддержать Атая в его крепости Форт-Гуре. Битва при Гуре унесла жизни Атая, Гиочанги и Такши. Ряд вождей племени Суксуху были готовы занять место Нурхаци, но последний в конце концов добился верховной власти в конфедерации

## Нурхаци и руководство чжурчжэней Цзяньчжоу
Взяв под свой контроль племя суксуху своего деда, Нурхаци столкнулся с Минской империй и предъявил ей Семь больших обид. Нурхаци стремился отомстить за безвременную смерть своих ближайших родственников, и была начата вендетта против сил Мин, которые забрали жизнь его отца Такши и деда Гиочанги. Хотя Минский Китай сопротивлялись, Никан Вайлан в конечном итоге был признан виновным в смерти Гиочанги и Такши и был убит в 1586 году. Китайцы утверждали, что их смерть была случайной, а не частью военной кампании. Впоследствии Ли Чэнлян даже выступил в роли приёмного отца. Нурхаци, возможно, на самом деле жил в доме Ли Чэнляна в Фушуне в юности и, возможно, научился грамоте на китайском языке в результате этого опыта. Позже Нурхаци будет отвечать за объединение конфедераций чжурчжэней.
Руководство конфедераций Цзяньчжоу восходит к чжурчжэням Одори, чей лидер Мэнгэ-тэмур (1370—1433) был известен как Мин, так и Гиочагиа, дед Нурхаци, утверждал, что является потомком Мэнгэ-тэмура в четвёртом поколении. В именах элитных представителей чжурчжэньской линии использовались китайские иероглифы, обозначающие Цзягу. В 1588 году Нурхачи объединил племя вангия и племя донгго. Объединение чжурчжэней Цзяньчжоу стало для Нурхаци трамплином для расширения своей власти на юг и центральную Маньчжурию и создания действительно единого маньчжурского государства. Само название маньчжуры (чжурчжэни: манджу), возможно, было старым термином для чжурчжэней Цзяньчжоу.

## Язык
В отличие от чжурчжэней, которые говорили на языке цзинь чжурчжэнь, который был заимствован из фонетического китанского языка, установленного при династии Цзинь, чжурчжэни Цзяньчжоу обычно использовали три разных языка: чжурчжэньский , монгольский и китайский. Согласно имперской истории Цин, лидер Цзяньчжоу Нурхаци стремился разработать подходящую систему, которая объединила бы фонетический монгольский и чжурчжэньский языки. Это привело к созданию маньчжурского языка, который позже будет признан одним из величайших изобретений, положивших начало объединению Маньчжурии. Однако какое-то время сценарий не был хорошо принят, и Цзяньчжоу продолжали использовать монгольский язык в качестве своего лингва-франка.

## Отношения с династией Чосон
Корейская династия Чосон, зародившаяся в 1300-х годах, считала некоторых вождей чжурчжэней полезными союзниками. Чжурчжэни жили так далеко на юге, как Хамхын на севере центральной Кореи, с XII века. Однако порядок И в Корее включал в себя интенсивные военные кампании, направленные на изгнание чжурчжэней на север, к реке Ялу, и, в конечном итоге, за её пределы, в современную Маньчжурию.
Одно из самых ярких повествований и изображений Цзяньчжоу происходит из отрывка, предоставленного Син Чун-ли. Миссия Син Чун-ли к чжурчжэням Цзяньчжоу была направлена на разрешение инцидента 1594 года, когда чжурчжэни Цзяньчжоу захватили не менее семнадцати корейцев и удерживали их с целью получения выкупа. Чтобы решить эту проблему, корейский двор отправил Сина в столицу Нурхвци в Фе-Ала. Он и небольшая группа корейских чиновников пересекли реку Ялу в Мамп-Оджин и проследовали по притокам на северо-запад в долину Суксу, где базировался Нурхаци.
Син вел подробный письменный отчет о своем путешествии по конфедерации цзяньчжоуских чжурчжэней. Несмотря на то, что была зима, его описание сообщает нам, что земля Цзяньчжоу изобиловала реками, лесами и индустриализацией. Син разделил свои выводы и заявил, что чжурчжэни Цзяньчжоу разделили свое общество на деревни, насчитывающие около двадцати семей или меньше, которые были сгруппированы вдоль лесистых берегов рек. Они жили за счет реки и окружающей её местности.

## Отношения с династией Мин
Чжурчжэни Цзяньчжоу и другие группы чжурчжэней часто спорили с Мин за права на торговлю. Они часто соперничали в Нургане и Ляодуне, которые были политически и культурно отмеченными территориями до завоевания цинского Китая. Однако одновременно существовала и сплоченность, что отражалось в запланированных визитах чжурчжэньских лидеров в Пекин для «совершения ритуального поклона» минскому императору. Эти визиты должны были удовлетворить систему притоков династии Мин. И наоборот, это помогло Мин составить список чжурчжэньской элиты и военных должностей, но также снизило напряженность между двумя группами. Нурхаци совершил, по крайней мере, два визита — один со своим отцом в молодом возрасте, а другой — сам. Там, ещё в 1580 году, он повторил недовольство чжурчжэньской элиты Цзяньчжоу чиновниками династии Мин в Ляодуне. Он выразил свое недовольство тем, что чиновники Мин были коррумпированы и часто вмешивались в торговлю. Однако в то время Мин не рассматривал чжурчжэней как угрозу.
Изменение названия с чжурчжэней на маньчжуры было сделано, чтобы скрыть тот факт, что предки маньчжуров, цзяньчжоуские чжурчжэни, находились под властью китайцев. Династия Цин тщательно скрывает два оригинальных издания книг «Цин Тайцзу Ву Хуанди Шилу» и «Маньчжоу Шилу Ту» (Тайцзу Шилу Ту) во дворце Цин, запрещённом для публичного обозрения, потому что они показали, что маньчжурская семья Айсинь Гьоро признавала себя вассалами Минского Китая. В эпоху Мин корейцы Чосон называли населенные чжурчжэнями земли к северу от Корейского полуострова, над реками Ялу и Тюмень частью минского Китая, как «высшую страну» (сангук), которую они называли Минским Китаем. Цин преднамеренно исключил ссылки и информацию, показывающую, что чжурчжэни (маньчжуры) подчинялись династии Мин, из Истории Мин, чтобы скрыть их прежнее подчинённое отношение к Минской империи. Из-за этого истинные записи Мин не использовались для получения контента о чжурчжэнях во время правления Мин в Истории Мин.

## Пограничная торговля
Когда Нурхаци пришёл к власти, он осуществил усиление чжурчжэней Цзяньчжоу путём накопления сельскохозяйственных рабочих. Частично это было достигнуто за счёт похищения крестьян, живущих в приграничных районах. Однако, в отличие от предыдущих правителей, чжурчжэни Цзяньчжоу при Нурхаци предоставили убежище и предоставили этим крестьянам другие льготы и ресурсы, которые помогли облегчить ассимиляцию и утвердили их лояльность режиму Нурхаци.
Фушань был «городом предков Тонг», и в начале XVII века он был укреплен Мин, поскольку служил границей Ляодуна, которая пересекалась с Нурганом — территориями, занятыми хайси, цзяньчжоу и дикими чжурчжэнями. Фушань был главным лицензированным центром торговли, особенно известным своим вылеченным женьшенем, торговлей лошадьми и окрашенной одеждой. Фушань также был основным местом для членов посольства Цзяньчжоу, которые выполняли вспомогательные миссии, чтобы остановиться, чтобы развлечься и перекусить.
В 1618 году войска Нурхаци захватили Фушунь. Это усилило напряженность, и в 1621 году чжурчжэни Цзяньчжоу начали войну с Минской империей в Ляодуне, в которой Нурхаци сражался с Сюн Тинби, военачальником династии Мин. К этому времени он провозгласил единый чжурчжэньский режим, назвавший себя «Цзинь», что напоминает прежнюю чжурчжэньскую империю. Благодаря этой войне Минская империя все больше осознавала растущую и огромную военную мощь Нурхаци. Нурхаци в 1622 году убедил монголов, поддерживавших военные усилия Мин, покинуть свои посты, что привело к катастрофическому поражению династии Мин при Гуаннине. Войска Нурхаци вскоре заняли Шэньян, бывшую столицу провинции Мин. Эта битва помогла укрепить Цзяньчжоу и установить больше отношений с окружающими группами.